# Joaquim Maluquer i Sostres
Pour les articles homonymes, voir Maluquer.
Joaquim Maluquer i Sostres (Barcelone, 11 décembre 1930 - 15 août 2011) est un sociologue et ornithologue catalan, fils de Joan Maluquer i Rosés. 

## Biographie
Il obtient un doctorat en droit à l'Université Autonome de Barcelone et en sociologie à Genève. Durant le gouvernement provisoire catalan présidé par Josep Tarradellas, il fut directeur général de la promotion sociale de 1978 à 1980. Après les élections régionales de 1980 en Catalogne, Jordi Pujol le nomme secrétaire du conseil exécutif jusqu'en 1984. 
De 1976 à 1978, Joaquim Maluquer fut le président de la Institució Catalana d'Història Natural (Institut Catalan d'Histoire Naturelle), filiale de l'Institut d'Estudis Catalans, d'où il lança un Livre Blanc de la Gestion de la Nature dans les Pays Catalans (1976). Il fut également membre de la Société Catalane de Géographie et a exercé différents emplois dans l'administration d'entreprises.
Il fut un contributeur des journaux El Noticiero Universal et El Correo Catalán. En 1996, il a reçu la Croix de Saint-Georges et en 2003, il fut le récipiendaire du  Premi d'Actuació Cívica de la Fondation Lluis Carulla. Il a été vice-président du patronat de la Fundació Enciclopèdia Catalana jusqu'au 17 mai 2010.

## Ouvrages
- L'assimilation des immigrés en Catalogne (1963)
- L'estructura econòmica de les terres catalanes (1963)
- Població i societat a l'àrea catalana (1965)
- La política algodonera, 1940-1970 (1973)
- Teoria econòmica i ecologia (1978)
- Els ocells de les terres catalanes (1981)
- Rafael Patxot i Jubert, mecenes i científic (1994)
- Joan Maluquer i Viladot, jurisconsult i polític (1995)
- Memòries amb figures (1997)
- Del Quebec a la Patagònia (2000)
- Què pensa Pere Duran Farell (2003)
- A l'encontre d'altres cultures (2003)